# Vértes György (grafikus)
Vértes György (1930–1979) magyar grafikus, karikaturista.

## Munkássága
Önmagáról nyilatkozta:

„...mindig is arra gondoltam, hogy egyszer majd grafikus leszek, mégsem ezzel kezdtem. Ékszerész ötvösséget tanultam, de nem elégített ki e mesterség, így később a kirakatrendezést is kitanultam. Míg aztán végül egy festőművész műhelyébe nem kerültem. Vén Emilhez járhattam tanulni, aki nemcsak kiváló képzőművész, de eszményi pedagógus is. Tőle tanultam mindent, így lettem grafikus...”

Vértes György alapító tagja volt a Füles újságnak.
1960–76 között címlapokat, karikatúrákat, képes fejtörőket és rejtvényeket rajzolt, de készített képregényt is.
Külsősként a Csúzli (A Magyar Karikaturisták Revüje című alkalmi kiadvány) és a Ludas Matyi című szatirikus hetilap foglalkoztatta.
1963–1979 között a Magyar Televízió (kezdetben a szombat esti, majd a napi) TV-híradójában a meteorológiai előrejelzésekhez (Várható időjárás) készített animációs rajzokat. Ezekkel a munkáival, humoros rajzaival, hamarosan országos népszerűségre tett szert.

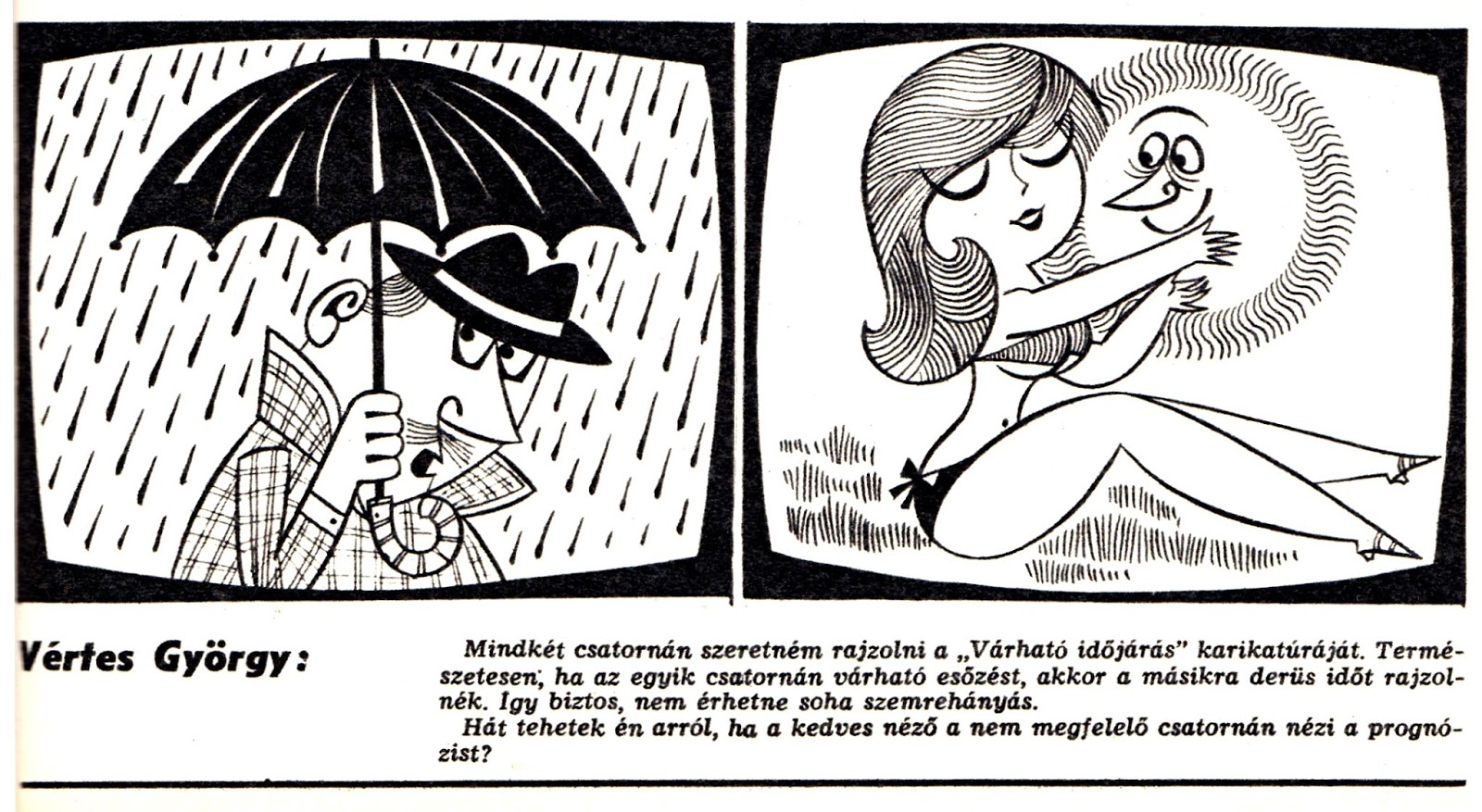
A „Mit várhat a néző az induló M2 tévécsatornán?” című körkérdésre a Film Színház Muzsika 1972-es évkönyvében Vértes György egy képaláírással válaszolt

Így nyilatkozott a televíziós munkáját illetően: 

„Délelőtt 11-kor kapom telefonon a várható idő összes tudnivalóját. Lejegyzetelem, és gondolkodom a négyféle alapjelenségen: mert rajzolnom kell a nappali hőmérséklet, az éjszaka, a szél és a csapadék témájára. Két, két és fél óra áll rendelkezésemre. Ha sikerült, kezdődhet a forgatás. Ez húsz percet vesz igénybe, s lényegében abból áll, hogy a megrajzolt figurákat bemozgatjuk...Tévés feladatom egyébként csak tizedrésze a munkámnak. Többnyire reklámfilmeket készítek, ezekhez a forgatókönyveket is magam írom. És közben zenét hallgatok, jó így dolgozni. Van egy gitárom is, játékomra inkább azt mondanám, hogy szeretem a zenét...”

Televíziós munkatársa, Dunavölgyi Péter, így emlékezett rá:
Délelőtt érdeklődött Vissy Károlyéknál – a meteorológusoknál – a másnapra várható időjárásról, és délben a témához illő, három-négy grafikai megoldással jelentkezett a felelős szerkesztőnél. Mindig más és más kollekciót hozott. Úgy érezte, nem ismételheti önmagát. Amikor gyakran szerepelt a témák között a hóember, a kályha vagy az esernyő, mindig más szituációban mutatta. A szél gyakran ott van az időjárás várható eseményei között, ilyenkor nála nem a kalapját fújta le a járókelőnek, hanem sokkal szellemesebben a járókelő eldobott szemetét fújta vissza az arcába, vagy a fekete pulit fújta egy hölgy nyakába meleg boaként, hogy melegítse a várható mínusz három fokban. Ha pedig az égre nézett, a bárányfelhőket bégető birkának látta, és máris arra gondolt, hogy gémeskúttal vagy sárkányokkal kapcsolja össze őket, persze az az ötlet győzött, amelyik jobban elfért a képernyő méretben. Bumfordi mackóit, fázós madarait, önálló életre kelt hőmérőit, hideg éjszakákon kesztyűbe, zsebekbe búvó holdjait, télen mindig rövidnek látszó takaróit, nyáron a telefonfülkét zuhanyozónak álmodó kisembereit minden tv-néző jól ismerte. Felnőttek és gyerekek által egyaránt kedvelt alakjai nyugodtak, derűsek voltak.
(Néhány alkalommal Komádi Imre (Komi) karikatúráit is láthatták a műsor nézői, de az első számú „rajzoló időjós”, ahogy akkoriban emlegették – Vértes György volt.) Természetesen a televízió egyéb műsoraihoz is (például: Cimbora) készített hasonló filmes animációkat, rajzokat. Grafikái, rajzai reklámkiadványokon, hirdetéseken, plakátokon, kártyanaptárakon is megjelentek. Legismertebb, legnépszerűbb rajzai közé tartozik Röltex Rózsi és a Vasedény kabalafigurája. Szignója: Vértes.

## Díjai
- MTV Nívódíj

## Publikációi
Rajzai, karikatúrái az alábbi kiadványokban jelentek meg:
- Füles Évkönyv (1963–79)
- Ki Mit Tud (1966)
- Gonoszkóp (1968)
- Pajtás (1968)
- Világ Ifjúsága (1968–75)
- Ludas Matyi Magazin (1968)
- Napos Oldal (1970)
- Asszonyok Évkönyve (1968)
- Nők Lapja Évkönyve (1971)
- Magyar Ifjúság (1971)
- Kecskeméti Szúr (1971)
- Film Színház Muzsika Évkönyv (1972)
- A járható időjárás autósoknak (1973)
- Érdekes Kalendárium (1974)
- Tollasbál (1974–75)
- Érdekes Kalendárium (1974)
- Kincses Kalendárium (1977)
- Népszava Évkönyv (1978)
- Nők Lapja Évkönyv (1979)
- Színes Újságíró Magazin (1986)